# Álvar Núñez Cabeza de Vaca

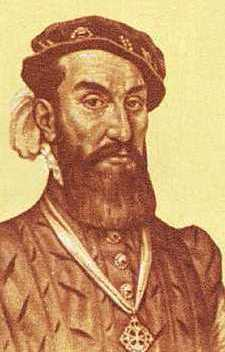
Álvar Núñez Cabeza de Vaca

Álvar Núñez Cabeza de Vaca (1490/1507? Jerez de la Frontera, Andalusie – 1557/1564? Sevilla) byl španělský conquistador, který prozkoumal velkou část dnešního Texasu a v Jižní Americe část území dnešní Brazílie, Paraguaye a Uruguaye. Na rozdíl od ostatních conquistadorů dobře vycházel s indiánskými kmeny v oblastech, které procházel.
Druhé příjmení, Cabeza de Vaca – doslova „hlava krávy“ – získal podle legendy jeho předek Martín Alhaja, neboť před bitvou u Navas de Tolosa ukázal vojsku španělského krále tajný průsmyk označený kravskou lebkou.

## Cesta Severní Amerikou
V roce 1528 se účastnil jako pokladník výpravy Pánfila de Narváeze k Floridě. Po ztroskotání Narvaézovy lodi u ústí řeky Mississippi, kde utonul i Pánfilo de Narváez, doplul k texaskému pobřeží a pak do Mexika. V následujících osmi letech putoval v oblasti dnešního Texasu a severního Mexika. Jako medicinman si získal důvěru některých indiánských kmenů, léta však byl i se svými třemi druhy v zajetí u jiných indiánů. Přes jižní a východní Texas se nakonec dostali na jih od Rio Grande k Sonoře, kam došli v dubnu 1536. Byli prvními Evropany, kteří prošli rozlehlými prériemi i planinami a seznámili se s nesčetnými indiánskými kmeny, včetně Atakapů, Apačů, Karankawů, Tonkawů, Coahuilteků, Comecrudů a Tarahumarů. Ve svých zápiscích uvádí 23 indiánských skupin, s nimiž se setkal. V některých případech se pravděpodobně jednalo o skupiny patřící k jednomu kmeni. Přinesli i zprávu o bohatých „Sedmi městech“, což bylo nesprávně pochopeno jako Sedm zlatých měst Ciboly a stalo se příčinou výprav Marcose de Nizi a poté Francisca Coronada. Cabeza de Vaca podrobně popsal své putování v knize „La relación que dio Álvar Núñez Cabeza de Vaca de lo acaecido en las Indias…“

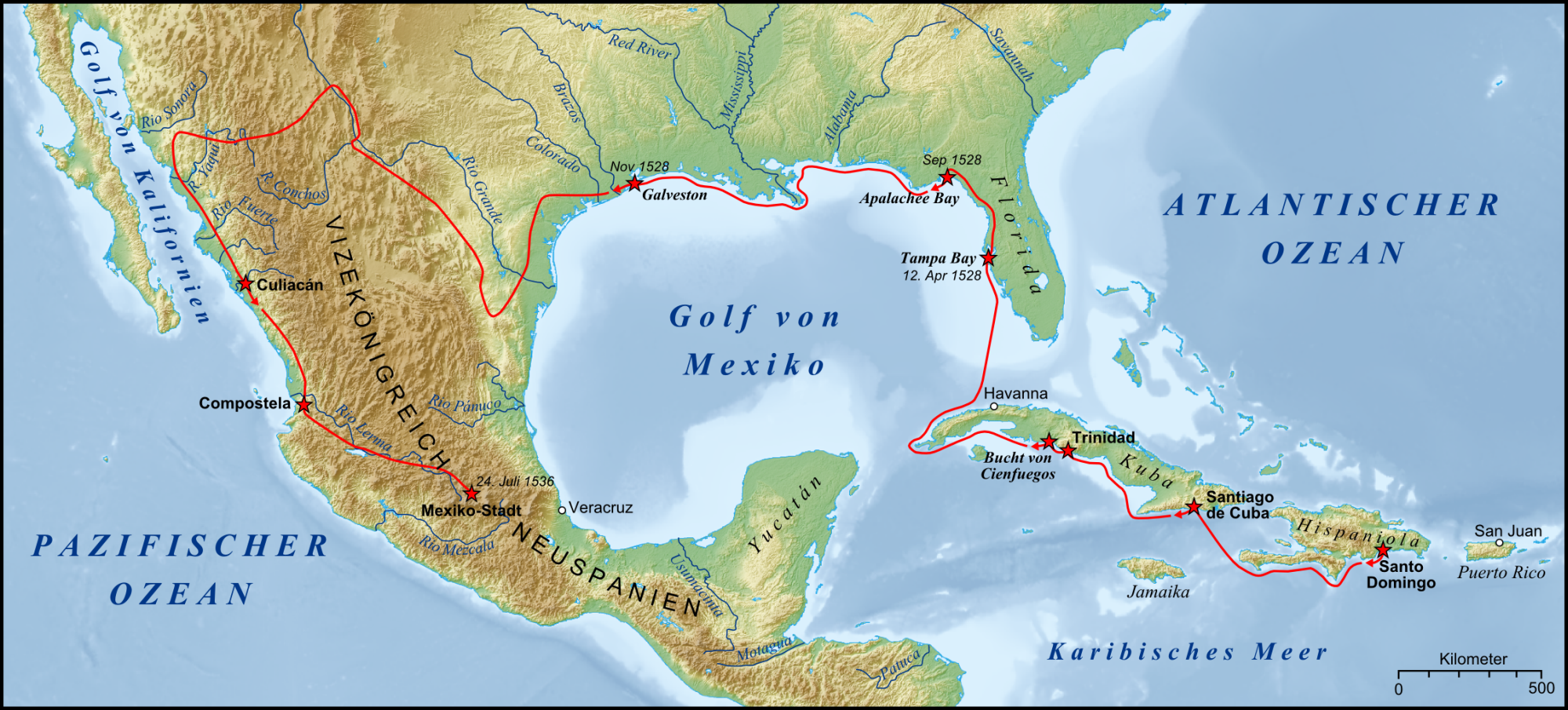
Mapa se zakreslenou cestou Cabezy po Severní Americe

## Cesta Jižní Amerikou
V roce 1541 byl španělským králem jmenován místodržícím v La Plata. Přistál s loďstvem u ostrova Santa Catarina na brazilském pobřeží u 27°30′ jižní šířky. Tam se setkal s indiány z kmene Tupinambu, k nímž se choval laskavě, ale jménem španělského krále jim zakázal rituální kanibalismus. Odtud se 400 muži táhl přes jižní část Brazilské vysočiny po řece Iguaçu, kde objevil proslulé vodopády Iguaçu. Poté se výprava dostala k řece Paraná a na vorech doplula v roce 1542 do Asunciónu. Toto tažení neznámým územím, kde vycházel s indiánskými kmeny v míru a při výpravě neztratil ani jednoho muže, patří k úctyhodným výkonům conquistadorů. V roce 1542 se vypravil proti proudu Paraguaye pátraje po „Stříbrných horách“, poté se obrátil, aby došel přes Gran Chaco k Andám, avšak z pralesní oblasti se musel pro vyčerpání vrátit. Po návratu do Asunciónu v roce 1543 se proti němu vzbouřil jeho podřízený důstojník Domingo Martínez de Irala, který ho nechal zatknout pro údajně nekompetentní správu, zvláště proto, že Cabeza de Vaca vůči indiánům vystupoval korektně a tím nová kolonie pod jeho vedením neměla požadované výnosy. O rok později jej Irala poslal jako vězně do Španělska. Tyto události Cabeza de Vaca popsal v „Comentarios y succesosde su gobierno en El Rio de la Plata“. Soud jej sice osvobodil, ale Cabeza de Vaca se do Ameriky již nevrátil. Zemřel v chudobě v Seville.

## Dílo
- Cabeza de Vaca, „La relación que dio Álvar Núñez Cabeza de Vaca de lo acaecido en las Indias…“. Zamora: 1542.
- Cabeza de Vaca, „Comentarios y succesosde su gobierno en El Rio de la Plata“. Valladolid: 1555.
- „Relación de los naufragios y comentarios“. nové vydání Méjico: 1942, 1963.